# نازعة الهيدروجين

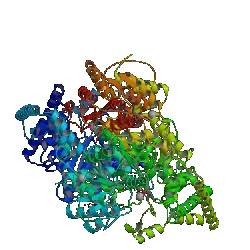

نازعة الهيدروجين (ملاحظة 1) هو انزيم يتأكسد بنزع ذرات الهيدروجين من المادة المتفاعلة، ويعتمد في عمله على نقل ذرة هيدروجين أو أكثر «هدريدات (H -)» إلى مستقبل إلكتروني، وعادة ما يكون إما NAD + / NADP + أو فلافين مثل FAD أو FMN .

## أمثلة
- الإنزيمات النازعة للهيدروجين التي تحتاج إلى NAD+ كمرافق إنزيمي، مثل : الإيتانول ديهيدروجيناز.
- الإنزيمات النازعة للهيدروجين التي تحتاج إلى NADP+ كمرافق إنزيمي، مثل : الغلوكوز 6 فوسفات ديهيدروجيناز .
- الإنزيمات النازعة للهيدروجين التي تحتاج إلى FAD كمرافق إنزيمي، مثل : السكسينيك ديهيدروجيناز .